# Kōhei Hiramatsu
Kōhei Hiramatsu (jap. 平松 康平, Hiramatsu Kōhei; * 19. April 1980 in der Präfektur Shizuoka) ist ein ehemaliger japanischer Fußballspieler.

## Karriere
Hiramatsu erlernte das Fußballspielen in der Jugendmannschaft von Shimizu S-Pulse. Seinen ersten Vertrag unterschrieb er 1998 bei den Shimizu S-Pulse. Der Verein spielte in der höchsten Liga des Landes, der J1 League. 1999 wurde er mit dem Verein Vizemeister der J2 League. 2001 gewann er mit dem Verein den Kaiserpokal. Für den Verein absolvierte er 138 Erstligaspiele. Danach spielte er bei den FC Ryukyu und Fujieda MYFC. Ende 2010 beendete er seine Karriere als Fußballspieler.

## Erfolge
Shimizu S-Pulse
- J1 League

Vizemeister: 1999
- Kaiserpokal

Sieger: 2001
Finalist: 1998, 2000, 2005